# Климов, Юрий Григорьевич
Юрий Григорьевич Климов (31 октября 1956, Москва) — советский и российский футболист, защитник и полузащитник. Мастер спорта СССР. Сыграл около 400 матчей в составе элистинского «Уралана».

## Биография
В начале карьеры выступал за дублирующий состав московского «Локомотива». В 1976 году перешёл в элистинский «Уралан», провёл в клубе 12 сезонов и сыграл за это время около 400 матчей во второй лиге, был капитаном команды.
В 1988 году вместе с товарищем по «Уралану» Владимиром Михайленко перешёл в горьковский «Локомотив», в его составе сыграл за сезон 28 матчей. Затем несколько лет не выступал в официальных соревнованиях. В 1997 году провёл 13 матчей за клуб третьей лиги московский МИФИ.
После окончания игровой карьеры работал детским тренером в московских клубах МИФИ и МКМ.

## Личная жизнь
Сын Евгений (род. 1985) тоже футболист, выступал за дубль ЦСКА, а также за казахстанские клубы и сборную Казахстана.